# High fantasy storico
High fantasy storico (in inglese "Historical high fantasy") è un sottogenere del fantasy che combina il fantasy storico e l'high fantasy.

## Caratteristiche
Come l'high fantasy, è ambientato in un mondo immaginario, con culture e popoli complessi, contiene elementi fantastici, ed è epico nella portata. Nell'high fantasy storico, l'ambientazione delle vicende sono basate sulla storia e/o su eventi storici realmente accaduti.
Ad esempio, un libro High fantasy storico è la trilogia scritta da Mary Stuart di Merlino, è un libro fantasy ma si basa si fatti anche veri e su leggende. Un altro libro che può appartenere a questo genere è Hyperversum, di Cecilia Randall, anch'esso una trilogia ambientata nel 1214-1215 in Francia.